# Amphorophora rubicumberlandi
Amphorophora rubicumberlandi är en insektsart som beskrevs av Frank Hall Knowlton och Allen 1937. Amphorophora rubicumberlandi ingår i släktet Amphorophora och familjen långrörsbladlöss. Inga underarter finns listade i Catalogue of Life.